# Габріель Езкан
Габріель Езкан (швед. Gabriel Özkan, нар. 23 травня 1986, Стокгольм) — шведський футболіст, півзахисник клубу АІК. За етнічним походженням — ассирієць.

## Клубна кар'єра
Народився 23 травня 1986 року в місті Стокгольмі. Вихованець футбольної школи клубу «Броммапойкарна». Дорослу футбольну кар'єру розпочав 2004 року в основній команді того ж клубу, в якій провів два сезони, взявши участь у 53 матчах чемпіонату. Більшість часу, проведеного у складі «Броммапойкарни», був основним гравцем команди.
До складу клубу АІК приєднався 2006 року. Наразі встиг відіграти за команду зі Стокгольма понад 60 матчів у національному чемпіонаті.

## Виступи за збірну
Протягом 2006–2009 років залучався до складу молодіжної збірної Швеції. На молодіжному рівні зіграв у 6 офіційних матчах.

## Титули і досягнення
- Чемпіон Швеції (1):

АІК: 2009
- Володар Кубка Швеції (1):

АІК: 2009
- Володар Суперкубка Швеції (1):

АІК: 2010